# Zbigniew Pieczykolan
Zbigniew Pieczykolan (ur. 1943, zm. 26 czerwca 2014) – polski malarz, grafik, profesor Akademii Sztuk Pięknych w Katowicach.

## Życiorys
Studiował w Akademii Sztuk Pięknych w Krakowie, Wydział Grafiki w Katowicach, dyplom w 1970. Wykładowca ASP w Katowicach, profesor w Katedrze Projektowania Graficznego, w latach 1993-1999 przez dwie kadencje pełnił funkcję prorektora.
W 2013 został odznaczony Srebrnym Medalem „Zasłużony Kulturze Gloria Artis”.
Artysta uprawiał malarstwo, rysunek i grafikę użytkową.